# Зингаревич, Михаил Геннадьевич
Михаи́л Генна́дьевич Зингаре́вич (род. 8 июля 1959, Себеж, Псковская область) — российский предприниматель, филантроп, инвестировал в лесную и золотодобывающую отрасли, а также в девелоперские и hi-tech проекты, член совета директоров ОАО «Группа Илим», почетный профессор Высшей школы технологии и энергетики Санкт-Петербургского университета промышленных технологий и дизайна.

## Биография
Михаил Зингаревич родился 8 июля 1959 в Себеже (Псковская область) в семье преподавателей. Вырос в городе Сегежа Карельской АССР, куда родители приехали по распределению. Отец Геннадий Захарович Зингаревич возглавлял математическую школу при городской школе № 1. У Михаила есть брат-близнец Борис.
В детстве Михаил вместе с братом увлекались хоккеем. Они принимали участие во всесоюзном турнире «Золотая шайба», признавались лучшими нападающими Карелии. Была перспектива продолжения спортивной карьеры, но братья выбрали учёбу. Наличие градообразующего предприятия — Сегежского ЦБК — предопределило профессию.
В 1981 году Михаил Зингаревич окончил Ленинградский технологический институт целлюлозно-бумажной промышленности по специальности «Машины и аппараты ЦБП», а в 2007 году стал почётным профессором института, преобразованного в Санкт-Петербургский университет растительных полимеров.
До распада СССР, с 1981 по 1991 год, Михаил Зингаревич занимал различные инженерные должности на предприятиях лесопромышленного комплекса, включая Сегежский ЦБК и Измаильский ЦКЗ.
В 1991 году Зингаревич возглавил дирекцию продаж компании ТОО «Техноферм», где создал систему поставок на экспорт целлюлозно-бумажной продукции.
В 1992 году Михаил Зингаревич с партнерами основал лесопромышленную компанию «Илим Палп Энтерпрайз», реорганизованную в 1996 году в ЗАО «Илим Палп Энтерпрайз», где в качестве директора по маркетингу и логистике компании управлял и развивал направление по отгрузкам, логистике и продажам в Восточной и Западной Европе.
В «Техноферм Инжиниринге» и «Илиме» Михаил Зингаревич возглавлял и улучшал такие направления, как становление сбытового блока, системы продаж, подготовку молодых специалистов. В частности, в сферу его контроля и реализации входил сбыт продукции в Китае и принятие принципиального решения о выборе в этой стране не одного, а нескольких партнёров. Кроме того, он организовал представительство «Техноферм Инжиниринг» на Усть-Илимском лесопромышленном комбинате. Среди принятых им значимых стратегических решений выбор в пользу развития собственной производственной базы вместо фокуса исключительно на торговых операциях. В результате компания стала лидером по объёмам лесозаготовки и лесопереработки в России
В 1996 году открыл представительство компании в столице Китая Пекине. Возглавил стратегию экспансии сибирской целлюлозы на рынок Китая.
С 2001 года являлся членом Совета директоров ЗАО «Илим Палп Энтерпрайз», управлял продажами компании, маркетинговой стратегией и развитием новых бизнесов.
В 2006 году 50 % «Илим Палпа» было продано корпорации International Paper. В 2023 году International Paper продала 50 % акций в швейцарской холдинговой компании Ilim SA, владеющей крупнейшим производителем целлюлозно-бумажной продукции в РФ — группой «Илим», российскому партнеру по СП — ООО «Илим Глобал Тимбер Рус», владельцами которого являются Захар Смушкин и Борис Зингаревич.
В 2007 года вошёл в Совет директоров ОАО «Группа Илим», где стал председателем Комитета по вознаграждениям и кадрам.
В 2009 году Михаил Зингаревич выступил в качестве одного из соинвесторов девелоперской компании «Плаза Лотос Груп» (Plaza Lotus Group). Первый проект компании, бизнес-центр класса А «SINOP», сдан в эксплуатацию и продан московской управляющей компании «РВМ Капитал» в 2014 году за сумму около 2 млрд рублей.
В 2009 году принял участие в благотворительном аукционе картин известных людей, нарисованных в рамках проекта «Рождественская азбука», и приобрёл за 51 млн рублей фотографию Тобольского Кремля, выполненную президентом России Дмитрием Медведевым. Зингаревич пояснил, что причиной покупки явилось личное знакомство с президентом.
В 2011 году по инициативе Михаила Зингаревича и его брата Бориса была создана хоккейная команда «Невский легион». Команда, во главе с капитаном Михаилом Зингаревичем, стала чемпионом IV Всероссийского фестиваля по хоккею среди любительских команд, состоявшегося в Сочи в 2015 году, и завоевала федеральный грант на строительство стадиона в Петербурге. По словам Михаила Зингаревича, «Петербургу не хватает ледовых стадионов. А те, что есть, перегружены: все часы льда расписаны на месяцы вперед. Новая площадка могла бы стать еще одним импульсом развития любительского хоккея в городе и спорта в целом».